# Johann Georg Peter Möller
Johann Georg Peter Möller (* 19. September 1729 in Rostock; † 9. Mai 1807 in Greifswald) war ein deutscher Historiker und Philologe.

## Leben
Der Sohn des Rostocker Juristen Johann Peter Möller, Doktor beider Rechte und herzoglich-holsteinischer Justizrat, und dessen Frau, einer geborenen Westphal, erhielt zuerst Privatunterricht. Er studierte ab 1745 an der Universität Rostock Theologie und Philosophie, wo er an öffentlichen Disputationen teilnahm und eigene Schriften verteidigte.
Auf Empfehlung von Johann Joachim Spalding wurde er 1752 beim Regierungsrat Graf von Bohlen in Schwedisch-Pommern als Hauslehrer angestellt. In dieser Zeit hielt er sich mit dessen Sohn zunächst in Stralsund, dann für ein Jahr bei Spalding in Lassan und schließlich auf den Bohlenschen Gütern auf.
1755 wurde er an der Universität Greifswald zum Magister promoviert. Während des Siebenjährigen Krieges ging er 1757 mit den Kindern des Regierungsrates Graf Jakob Philipp von Schwerin und einem jüngeren Grafen von Bohlen nach Schweden, wo er bis 1764 blieb. Dort erwarb er sich umfangreiche Kenntnisse in schwedischer und englischer Sprache sowie über die Nordische Geschichte.
1765 wurde er durch den schwedischen König Adolf Friedrich als ordentlicher Professor der Geschichte und Beredsamkeit an die Universität Greifswald berufen und trat im folgenden Jahr seine Stelle an. 1769, 1789 und 1799 wurde er zum Rektor der Hochschule gewählt. Von 1786 bis 1796 leitete er außerdem die Universitätsbibliothek Greifswald.
Seit 1765 schrieb er für die von Zobel und Johann Carl Dähnert herausgegebenen „Neuen critischen Nachrichten“, in denen unter anderem schwedische Literatur in Deutschland bekannt gemacht wurde. Später übernahm er selbständig die Redaktion der Zeitschrift. Unter dem Titel „Neueste critische Nachrichten“ gab er von 1775 bis 1807, seit 1780 auf eigene Kosten, 33 Bände heraus. Außerdem schrieb er Beiträge für verschiedene andere Zeitschriften. Er veröffentlichte Werke und Schriften zur Geschichte Pommerns und zum Andenken verstorbener Gelehrter. Er übersetzte Schriften zur Topographie, Staatswissenschaft und Geschichte Schwedens sowie Dichtungen aus dem Schwedischen ins Deutsche. Besondere praktische Bedeutung erlangte sein schwedisch-deutsches Wörterbuch, das er 1801 in einer neuen Auflage herausbrachte.
Möller erhielt 1797 den Titel eines königlichen Kammerrats. 1798 wurde er zum Ritter des Wasa-Ordens ernannt. 1777 wurde er in die Königliche Patriotische Gesellschaft in Stockholm, 1780 in die Königlich Schwedische Akademie der Wissenschaften und 1793 in die Königlich Schwedische Akademie der Literatur, Geschichts- und Altertumsforschung aufgenommen.

## Familie
Johann Georg Peter Möller war ein Enkel des Otto Peter Möller (1664–1746), Pastor an der Rostocker Jakobikirche und dessen Frau Magdalena, einer Tochter des Theologen Josua Arnd. Ein Bruder seines Vaters war Carl Heinrich Möller, Assessor am Wismarer Tribunal. Seine Mutter war eine Tochter des Schweriner Dompredigers Georg Westphal und Schwester des späteren holsteinischen Ministers Ernst Joachim Westphal.
Er heiratete 1768 die jüngste Tochter des Johann Franz von Boltenstern (1700–1763), Assessor am Wismarer Tribunal. Mit ihr hatte er den Sohn Gustav (1770–1847), der Direktor des Greifswalder Hofgerichts wurde.